# Élection gouvernorale de 2017 en Virginie
L’élection gouvernorale de 2017 en Virginie  a lieu le 7 novembre 2017 afin d'élire le gouverneur de l'État américain de Virginie. 
Le scrutin donne lieu à un maintien des démocrates au poste de gouverneur. En effet, le lieutenant-gouverneur Ralph Northam est élu pour succéder à Terry McAuliffe, qui ne pouvait pas se représenter.

## Contexte
Le gouverneur sortant, le démocrate Terry McAuliffe, ne peut se porter candidat à un second mandat, la constitution de l'État interdisant au gouverneur d'effectuer des mandats consécutifs.

## Système électoral
Le gouverneur de Virginie est élu au scrutin uninominal majoritaire à un tour pour un mandat de quatre ans non renouvelable de manière consécutive.

## Primaire démocrate
Le lieutenant-gouverneur de l'État Ralph Northam remporte l'investiture démocrate avec 55,92 % des suffrages.

### Candidats
- Ralph Northam, lieutenant-gouverneur de Virginie (depuis 2014)
- Tom Perriello, ancien représentant des États-Unis (2009-2011)

### Résultats
| Candidat | Candidat      | Voix    | %     |
| -------- | ------------- | ------- | ----- |
|          | Ralph Northam | 303 846 | 55,92 |
|          | Tom Perriello | 239 505 | 44,08 |
|          |               |         |       |
| Total    | Total         | 543 351 | 100   |

## Primaire républicaine
L'ancien conseiller du président George W. Bush, Ed Gillespie remporte l'investiture républicaine avec 43,70 % des suffrages.

### Candidats
- Ed Gillespie, ancien conseiller du président des États-Unis (2007-2009)
- Corey Stewart, président du bureau des superviseurs du Comté de Prince William (depuis 2006)
- Frank Wagner, membre du Sénat de Virginie (depuis 2001)

### Résultats
| Candidat | Candidat      | Voix    | %     |
| -------- | ------------- | ------- | ----- |
|          | Ed Gillespie  | 160 100 | 43,70 |
|          | Corey Stewart | 155 780 | 42,50 |
|          | Frank Wagner  | 50 394  | 13,70 |

## Résultats
|       | Ralph Northam       | Démocrate           | 1 409 175 | 53,90 |  |  |  |  |  |
|       | Ed Gillespie        | Républicain         | 1 175 731 | 44,97 |  |  |  |  |  |
|       | Cliff Hyra          | Libertarien         | 27 987    | 1,07  |  |  |  |  |  |
|       | Candidats par écrit | Candidats par écrit | 1 389     | 0,05  |  |  |  |  |  |
|       |                     |                     |           |       |  |  |  |  |  |
| Total | Total               | Total               | 2 614 282 | 100   |  |  |  |  |  |